# Cristian Minoggio
Cristian Minoggio, né le 15 janvier 1984 à Cannobio, est un coureur de fond italien spécialisé en skyrunning. Il est double champion du monde et triple champion d'Europe d'Ultra SkyMarathon et a remporté six titres de champion d'Italie de skyrunning.

## Biographie
Pratiquant le ski-alpinisme en hiver et le skyrunning en été, Cristian s'illustre régulièrement sur des épreuves régionales dès 2008,.
Il se révèle sur la scène internationale du skyrunning en 2016 en alignant les victoires. Le 11 juin, il remporte le Scenic Trail K24. En juillet, il remporte la Pierra Menta été avec Alberto Comazzi, ayant remporté deux victoires d'étapes sur trois. Le 4 septembre, il effectue une course en solitaire sur le Maga SkyMarathon, remportant la victoire avec un quart d'heure d'avance sur Luca Carrara.
Le 1er juillet 2018, il confirme son talent pour le skyrunning en remportant le prestigieux SkyMarathon Sentiero 4 Luglio avec un excellent temps de 4 h 13 min 55 s le faisant rentrer dans le club des « magnifici 9 », les coureurs ayant réussi un chrono en moins de 4 h 18 min 0 s. La course comptant comme épreuve SkyMarathon des championnats d'Italie de skyrunning, Cristian décroche le titre.
Il poursuit sa série de victoires en 2019. Il remporte la Pierra Menta été pour la troisième fois, à nouveau avec son coéquipier Alberto Comazzi. Il s'impose notamment au Royal Ultra SkyMarathon le 21 juillet, battant Gautier Airiau et Ruy Ueda. Le 1er septembre, il s'élance sur le Maga Ultra SkyMarathon, comptant comme épreuve Ultra SkyMarathon des championnats d'Europe de skyrunning. Mené dans un premier temps par l'Espagnol Manuel Merillas, Cristian s'empare ensuite des commandes de la course et poursuit sur un rythme soutenu. Il termine les 53 km très techniques du parcours en 6 h 37 min 27 s, battant l'Espagnol de quinze minutes et améliorant le record du parcours de plus d'une heure. Cristian remporte ainsi le titre européen avec brio,.
Le 20 novembre 2021, il prend part à l'épreuve de SkyRace aux championnats d'Europe de skyrunning à Pisão. Il effectue la course dans le groupe de tête aux côtés du favori, le Norvégien Stian Angermund-Vik. Après s'être débarrassé des coureurs espagnols, le duo poursuit en tête, Stian le premier. Cristian s'accroche mais voit Stian creuser l'écart. Il termine finalement deuxième à deux minutes derrière le Norvégien et se pare d'argent.
Le 3 juillet 2022, il prend le départ du SkyMarathon Sentiero 4 Luglio comme favori. Menant la course sur un rythme soutenu, il lève le pied en fin de course et conserve une marge de sécurité pour remporter son deuxième titre national. Le 23 juillet, il s'élance parmi les favoris sur l'Orobie SkyRaid. Il domine littéralement l'épreuve de 58 kilomètres qu'il remporte en 6 h 39 min 50 s, battant d'une demi-heure son plus proche poursuivant. Il remporte ainsi le titre de champion d'Italie d'Ultra SkyMarathon. Le 10 septembre, il s'élance comme grand favori sur l'Ultra SkyMarathon des championnats du monde de skyrunning à Riale. Courant à domicile, il s'empare des commandes de la course et s'envole en tête. Il creuse l'écart et finit par s'imposer en 5 h 28 min 25 s, terminant avec une demi-heure d'avance sur ses rivaux. Il décroche le titre mondial après celui européen remporté en 2019.
Le 15 juillet 2023, il s'élance en tant que favori sur l'épreuve d'Ultra SkyMarathon aux championnats d'Europe de skyrunning à Gusinje. Prenant les commandes de la course, il mène sur un rythme soutenu et creuse peu à peu l'écart sur ses rivaux. Il s'impose avec neuf minutes d'avance sur le Tchèque Tomáš Maceček et remporte son deuxième titre européen.
Le 7 septembre 2024, il s'élance comme favori sur l'épreuve d'Ultra SkyMarathon aux championnats du monde de skyrunning à Covaleda. Il assume son rôle et mène la course. Il se détache seul en tête à mi-parcours et file vers son second titre mondial. Il s'impose en 6 h 53 min 44 s avec près d'une demi-heure d'avance sur ses rivaux.
Le 5 juillet 2025, il prend le départ de l'épreuve d'Ultra SkyMarathon des championnats d'Europe de skyrunning courus dans le cadre du SkyMarathon Sentiero 4 Luglio. Avec le retrait du Norvégien Stian Angermund, il assume son rôle de grand favori et domine l'épreuve. Il s'impose avec près d'un quart d'heure d'avance son plus proche poursuivant Luca Arrigoni et remporte son troisième titre européen.

## Palmarès
| no  | masculin           | Course                                                  | Longueur | Départ             | Temps           |
| --- | ------------------ | ------------------------------------------------------- | -------- | ------------------ | --------------- |
| 2e  | Médaille d'argent  | Matterhorn Ultraks 30K                                  | 30 km    | 24 août 2013       | 2 h 47 min 0 s  |
| 3e  | Médaille de bronze | SkyRace Lodrino-Lavertezzo                              | 21 km    | 14 juin 2015       | 2 h 56 min 11 s |
| 1re | Médaille d'or      | Scenic Trail K24                                        | 24 km    | 11 juin 2016       | 2 h 34 min 49 s |
| 1re | Médaille d'or      | Maga SkyMarathon                                        | 39 km    | 4 septembre 2016   | 4 h 48 min 5 s  |
| 3e  | Médaille de bronze | Claro-Pizzo                                             | 9,2 km   | 1er octobre 2017   | 1 h 46 min 2 s  |
| 2e  | Médaille d'argent  | Monte Rosa SkyMarathon                                  | 35 km    | 23 juin 2018       | 5 h 3 min 26 s  |
| 1re | Médaille d'or      | SkyMarathon Sentiero 4 Luglio                           | 42 km    | 1er juillet 2018   | 4 h 13 min 55 s |
| 2e  | Médaille d'argent  | Giir di Mont                                            | 32 km    | 29 juillet 2018    | 3 h 24 min 45 s |
| 1re | Médaille d'or      | Maga SkyMarathon                                        | 39 km    | 2 septembre 2018   | 4 h 47 min 6 s  |
| 3e  | Médaille de bronze | SkyRace Lodrino-Lavertezzo                              | 21 km    | 9 juin 2019        | 2 h 47 min 50 s |
| 1re | Médaille d'or      | Royal Ultra SkyMarathon                                 | 55 km    | 21 juillet 2019    | 6 h 50 min 4 s  |
| 1re | Médaille d'or      | Championnats d'Europe de skyrunning - Ultra SkyMarathon | 53 km    | 1er septembre 2019 | 6 h 37 min 27 s |
| 2e  | Médaille d'argent  | Grigne SkyMarathon                                      | 23 km    | 19 septembre 2021  | 1 h 58 min 7 s  |
| 3e  | Médaille de bronze | SkyRace des Matheysins                                  | 25,5 km  | 24 octobre 2021    | 2 h 27 min 18 s |
| 2e  | Médaille d'argent  | Championnats d'Europe de skyrunning - SkyRace           | 35 km    | 20 novembre 2021   | 3 h 44 min 52 s |
| 1re | Médaille d'or      | SkyMarathon Sentiero 4 Luglio                           | 42 km    | 3 juillet 2022     | 4 h 14 min 47 s |
| 1re | Médaille d'or      | Orobie SkyRaid                                          | 58 km    | 23 juillet 2022    | 6 h 39 min 50 s |
| 2e  | Médaille d'argent  | Giir di Mont                                            | 32 km    | 31 juillet 2022    | 3 h 11 min 42 s |
| 1re | Médaille d'or      | Championnats du monde de skyrunning - Ultra SkyMarathon | 56,2 km  | 10 septembre 2022  | 5 h 28 min 25 s |
| 1re | Médaille d'or      | Championnats d'Europe de skyrunning - Ultra SkyMarathon | 55 km    | 15 juillet 2023    | 6 h 15 min 21 s |
| 2e  | Médaille d'argent  | Giir di Mont                                            | 32 km    | 30 juillet 2023    | 3 h 20 min 32 s |
| 1re | Médaille d'or      | Maga SkyMarathon                                        | 39 km    | 3 septembre 2023   | 4 h 39 min 51 s |
| 3e  | Médaille de bronze | Grigne SkyMarathon                                      | 43 km    | 17 septembre 2023  | 5 h 0 min 42 s  |
| 1re | Médaille d'or      | Monte Rosa Walserwaeg - Trail                           | 43 km    | 6 juillet 2024     | 4 h 38 min 37 s |
| 1re | Médaille d'or      | Memorial Ultra Scalve Trail                             | 47 km    | 20 juillet 2024    | 5 h 12 min 21 s |
| 3e  | Médaille de bronze | Trophée Kima                                            | 52 km    | 24 août 2024       | 6 h 11 min 36 s |
| 1re | Médaille d'or      | Championnats du monde de skyrunning - Ultra SkyMarathon | 70 km    | 7 septembre 2024   | 6 h 53 min 44 s |
| 2e  | Médaille d'argent  | Maga SkyMarathon                                        | 39 km    | 22 septembre 2024  | 4 h 24 min 7 s  |
| 2e  | Médaille d'argent  | Ultra Trail Lago d'Orta                                 | 75 km    | 12 octobre 2024    | 6 h 31 min 45 s |
| 1re | Médaille d'or      | Championnats d'Europe de skyrunning - Ultra SkyMarathon | 42 km    | 5 juillet 2025     | 4 h 30 min 26 s |
| 1re | Médaille d'or      | Monte Rosa Trail                                        | 82 km    | 18 juillet 2025    | 9 h 37 min 11 s |